# أبو عبد الله محمد الحادي عشر
محمد بن محمد (؟ - 1462) هو محمد بن محمد المتمسك بالله بن يوسف بن يوسف بن محمد بن يوسف بن إسماعيل بن فرج بن إسماعيل بن يوسف، يلقب محمد الحادي عشر وشيكيتو. من بني نصر أو بني الأحمر المنحدرة من قبيلة الخزرج القحطانية، حكم مملكة غرناطة في الأندلس بين عامي (1453 - 1454).